# Mukhtar Fallatah
Mukhtar Omar Othman Fallatah (in arabo مختار فلاتة‎?; La Mecca, 15 ottobre 1987) è un ex calciatore saudita, di ruolo attaccante.

## Carriera

### Club
Ha iniziato la propria carriera professionistica tra le file dell'Al-Wahda, venendo convocato in prima squadra nel 2008. Nelle sue tre stagioni al club ha totalizzato 61 presenze e messo a segno 17 reti, raggiungendo anche la finale della Saudi Crown Prince Cup, persa contro l'Al-Hilal per 5-0.
Dopo la retrocessione della squadra in Second Division decide di trasferirsi all'Al-Shabab per 5,5 milioni di riyal. Durante la sua prima annata al club riuscirà a vincere il campionato totalizzando 20 presenze e segnando 4 reti, mentre l'annata successiva va a segno due volte in 10 presenze in campionato.
Il 14 gennaio 2013 viene ceduto a titolo definitivo all'Al-Ittihād, firmando un contratto triennale. Nella sua prima stagione con questo club ha giocato un ruolo fondamentale per la vittoria della Coppa del Re. In questa competizione segna 4 reti, una delle quali in finale contro l'Al-Shabab. La stagione successiva segna 32 reti (20 in campionato) in 40 presenze ufficiali. A luglio 2016 non rinnova il contratto con il club.
Il 14 luglio torna a parametro zero all'Al-Wahda, firmando un contratto triennale. Con il club, alla prima stagione, segna 16 reti in 23 presenze di campionato, che non evitano però la retrocessione della squadra.
Il 4 giugno 2017, dopo essersi separato dal precedente club, firma un nuovo contratto con l'Al-Hilal.  La sua prima rete con il club di Riyadh arriva in un pareggio per 1-1 contro l'Al-Ittihād. Nella prima stagione con il club totalizza 7 presenze in campionato. Durante la seconda stagione con il club scende in campo in una sola occasione, prima di venire escluso dai piani tecnici della squadra. Successivamente rescinde il contratto con la società il 17 gennaio 2019.
Due giorni dopo la separazione dall'Al-Hilal firma un contratto semestrale con l'Al-Qadisiyya. Con questo club resta in tribuna diverse volte, quindi decide di firmare per l'Al-Shoalah. Dopo aver firmato brevi contratti con Jeddah e Al-Tai, nell'estate del 2021 approda all'Al-Jubail dove, il 1º luglio 2022, termina la propria carriera agonistica.

### Nazionale
Ha totalizzato 12 presenze con la Nazionale saudita tra il 2009 e il 2018, segnando due reti.

## Palmarès

### Club

#### Competizioni nazionali
- Campionato saudita: 2

Al-Shabab, Al-Hilal: 2011-2012; 2017-2018
- Coppa del Re saudita: 1

Al-Ittihād: 2013
- Supercoppa saudita: 1

Al-Hilal: 2018